# Adriano Panatta
Adriano Panatta (19 de Julho de 1950, Roma, Itália)  é um ex-tenista profissional italiano.
Foi vencedor do Torneio de Roland Garros em 1976. No mesmo ano Adriano Panatta foi determinante para o equipe italiano ganhar a Copa Davis. Além do mesmo Panatta, os jogadores italianos eram Corrado Barazzutti, Paolo Bertolucci e Tonino Zugarelli [en]. Nicola Pietrangeli (o tenista italiano que ganhara o Torneio de Roland Garros nos anos  1959 e 1960) era o Capitão do equipe.
Além da Final do 1976, Adriano Panatta jogou em 3 finais da Copa Davis: em 1977, quando Italia foi derrotada por Australia, em 1979, quando Italia foi derrotada por Estados Unidos, e em 1980, quando Italia foi derrotada pela República Checa
Adriano Panatta foi o único a vencer Bjorn Borg no Torneio de Roland Garros, o que aconteceu duas vezes: nos anos 1973 e 1976.

## Grand Slam finais

### Simples: 1 (1–0)
| Resultado | Ano  | Campeonato       | Oponente       | Placar             |
| Campeão   | 1976 | Aberto da França | Harold Solomon | 6–1, 6–4, 4–6, 7–6 |